# Repräsentantenversammlung (Palästina)
Die Repräsentantenversammlung (hebräisch אֲסֵפָת הנִבְחָרים Assefat ha-nivcharīm, deutsch ‚Versammlung der Repräsentanten‘, englisch Assembly of Representatives, arabisch جمعية النواب, DMG Ǧamiʿat al-Nuwāb) war die gewählte parlamentarische Vertretung der jüdischen Bevölkerung im Völkerbundsmandat für Palästina, die die Mandatsbehörden als Personalkörperschaft anerkannt hatten. Sie wurde am 19. April 1920 gegründet und turnusmäßig gewählt. Die Versammlung wählte turnusmäßig den Nationalausschuss (hebräisch הַוַּעַד הַלְּאֻמִּי Ha-Waʿad ha-Ləʾummī), die Exekutive des Jischuvs.

## Hintergrund
Seit 1900 suchten engagierte Vertreter der Juden im Heiligen Land eine gemeinsame Interessenvertretung zu gründen. Menachem Ussischkin versammelte 1903 in Sichron Jaʿaqov ha-Knessijja ha-Eretzjisrəʾelit (hebräisch הַכְּנֵסִיָּה הָאֶרֶצְיִשְׂרְאֵלִית), die beschloss, dass die Juden des Landes sich zur Personalkörperschaft Histadrut Jehudej Eretz Jisrael (הִסְתַּדְּרוּת יְהוּדֵי אֶרֶץ יִשְׂרָאֵל ‚[Selbst]Organisation der Juden Eretz Israels‘) zusammenschließen sollen, was aber nach Vorschlag des britischen Uganda-Plans für eine jüdische Heimstatt unterblieb. Bezalʾel Jaffe, Bruder Lew Jaffes, brachte 42 Vertreter aus dem Jischuv zu einer Konstituanten zusammen, die vom 2. bis 5. Januar 1918 in Jaffa tagte. Sie wählte Jakob Thon vom Palästinaamt Jaffa zu ihrem Präsidenten. Gegen den Widerstand Aharon David Gordons und Josef Sprinzaks von HaPoʿel haZaʿir beschloss die Versammlung mit Mehrheit auf Anraten Elijahu Golombs und Mosche Smilanskys von den Poʿalei Zion, die Werbung Freiwilliger für die Jüdische Legionen der Triple Entente zu unterstützen. Die Versammlung beschloss, Schiedsgerichte zur gewaltfreien Konfliktbeilegung zu gründen und das durch osmanische Verbote 1914 weithin zusammengebrochene Schulwesen wiederaufzubauen. Thon als Leiter des Übergangskomitees bereitete erste allgemeine Wahlen vor, die am 19. April 1920 stattfanden.
Die britische Mandatsmacht lehnte die Bildung der Repräsentantenversammlung zunächst ab, erst im Oktober 1920, sechs Monate nach den Wahlen, genehmigte Hochkommissar Sir Herbert Samuel ihr Zusammentreten. In der Eröffnungssitzung wurden Grußworte Raghib an-Naschaschibis, Bürgermeister Jerusalems, Otto Warburgs und anderer Führer der Zionistischen Weltorganisation verlesen. Die Repräsentanten wählten David Jellin zu ihrem Präsidenten. Sie bestimmten den ersten Nationalausschuss, die Exekutive der Versammlung. Die erste Versammlung tagte nur dreimal.
Die zweite Plenarsitzung 1922 debattierte die vom Nationalausschuss entworfene Verfassung des Jischuvs. Auf der dritten und letzten Sitzung 1925 bestimmten die Repräsentanten die Regeln für die nächsten Wahlen. Ultraorthodoxe und sephardische Repräsentanten boykottierten das zweite und dritte Plenum, um gegen den anstehenden Beschluss der Gleichberechtigung der Frauen in allen Lebensbereichen des Jischuv (bürgerlich, politisch und wirtschaftlich) zu protestieren.
1928 erkannte die britische Mandatsregierung den Jischuv auf dessen Antrag hin als öffentlich-rechtliche Personalkörperschaft an und zwar im Rahmen der 1926 erlassenen palästinensischen Religious Communities (Organisation) Ordinance (Verordnung bezüglich religiöser Gemeinschaften (Organisation)). War eine Beteiligung an Organisationen und Wahl in die Vertretungsorgane des Jischuv vorher davon abhängig, ob man deren Satzungen anerkannte und umgekehrt von den Organisationen aufgenommen wurde, bildete nunmehr der Jischuv eine Körperschaft aller Juden des Landes (Statutory Jewish Community), von deren Selbstorganisation man zwar Abstand nehmen konnte, aus der einen die Organe selbst aber nicht ausschließen konnten. Dadurch fanden auch nichtzionistische Juden, sowie Anhänger verschiedener, sich bekämpfender Strömungen des Zionismus, die sich zuvor kaum zu einer gemeinsamen Organisation zusammenfinden konnten, ihre Vertretung in den öffentlich-rechtlichen Organen des Jischuvs als Personalkörperschaft.
Die Mandatsregierung überprüfte die vorgeschlagenen oder bestehenden Statuten der Religionsgemeinschaft auf Zulässigkeit gemäß gesetzlich festgelegter Prinzipien (wie freie, gleiche Beteiligung der Mitglieder einer Personalkörperschaft an der Bestimmung ihrer Aufgaben und Geschicke) und bestätigte dann die ggf. geänderten Statuten. Für den Jischuv galten daher ab 1. Januar 1928 die Jewish Community Rules. Die Repräsentantenversammlung und den Nationalausschuss als Organe des Jischuv erkannte die Mandatsregierung entsprechend ebenfalls an. Wahlberechtigt waren alle palästinensischen und staatenlosen Juden beiderlei Geschlechts, die nachweislich als Mitglieder eingetragen waren, mindestens ein Jahr ihren gewöhnlichem Aufenthalt im Lande hatten und das 20. Lebensjahr vollendet hatten. Wählbar war, wer vorige Bedingungen erfüllte, aber mindestens 25 Jahre alt war und des Hebräischen mächtig.
Wie die Verordnung von 1926 christliche Kirchen und den Jischuv als Personalkörperschaften anerkannte, erkannte die Mandatsregierung auch die muslimische Gemeinschaft des Landes als Personalkörperschaft an. Die von der Mandatsregierung angeregte Organisation auch dieser Körperschaft nach demokratischen Prinzipien lehnten die vorher schon ohne breitere Legitimation gebildeten muslimischen Organe aber ab und behielten ihr bereits geübtes Honoratiorenmodell bei. Auch unter den Kirchen richteten nur einige gewählte Selbstvertretungsorgane (Landessynoden) ihrer Mitglieder ein. Dabei erkannte die Mandatsmacht in Fortführung des Rechtsinstituts der Millets des Osmanischen Reichs wie schon dieses keine der an sich schon synodal organisierten protestantischen Gemeinschaften, auch die anglikanische nicht, als Körperschaft des öffentlichen Rechts an.
Der Nationalausschuss und die Sochnut riefen am 12. April 1948 ein 37-köpfiges Übergangsparlament ins Leben, den Volksrat (hebräisch מוֹעֶצֶת הָעָם Mōʿetzet ha-ʿAm) mit Vertretern aller Parteien der Repräsentantenversammlung. Der Volksrat bestimmte aus seiner Mitte 13 Personen als Übergangskabinett, die Volksverwaltung (hebräisch מִנְהֶלֶת הָעָם Minhelet ha-ʿAm). Der Volksrat beschloss am 14. Mai 1948 gegen 15 Uhr im damaligen Bau des Tel Aviv Museum einstimmig Israels Unabhängigkeit zu erklären, woraufhin die 25 anwesenden Mitglieder des Volksrates (die übrigen waren der Kriegsumstände halber verhindert und unterschrieben später) die Erklärung unterzeichneten. David Ben-Gurion, Vorsitzender der Volksverwaltung, verlas dann ab 16 Uhr die israelische Unabhängigkeitserklärung vor Volksrat und etwa 250 geladenen Gästen. Noch die folgenden neun Monate bis zum 13. Februar 1949, dem Tag vor der ersten Parlamentswahl in Israel 1949, tagte die Repräsentantenversammlung als Proto-Volksvertretung Israels. Die Provisorische Regierung Israels übernahm die Aufgaben von britischem Government of Palestine und Nationalausschuss im Gebiet, dass israelische Streitkräfte im Laufe des Kriegs der Armeen arabischer Nachbarstaaten gegen Israels Unabhängigkeit halten bzw. einnehmen konnten.

## Zusammensetzung
Die Versammlung wurde bei vier verschiedenen Gelegenheiten gewählt, jedes Mal mit einer anderen Anzahl von Vertretern.

### 1. Versammlung gewählt am 19. April 1920
20.160 von 28.765 Stimmberechtigten (Wahlrecht erwuchs damals noch nicht durch Religionszugehörigkeit, sondern durch Beitritt zum Jischuv und bei Bestehen ersterer) wählten 314 Mitglieder. Die Wahlbeteiligung betrug 70,0 %. Auf jeweils 80 abgegebene Stimmen entfiel ein Mandat. Die Wahlen fanden in den Gemeinschaften der nichtorthodoxen Aschkenasim, aschkenasischen Orthodoxen und Sephardim getrennt statt nach einer Kompromissformel, die Jakob Thon gefunden hatte. Orthodoxe ließen ihre Frauen nicht wählen, weshalb bei ihnen ein Mandat auf 40 Stimmen entfiel.
| Mandate | Partei                                                                                  |
| ------- | --------------------------------------------------------------------------------------- |
| 70      | Achdut haʿAvodah (אַחְדוּת הָעֲבוֹדָה ‚Einigung der Arbeit‘)                                   |
| 54      | Sfaradim weʿAdot Misrach (Sephardim und Landsmannschaften des Orients)                  |
| 53      | Partei der Charedim (מִפְלֶגֶת הַחֲרֵדִים Mifleget ha-Charedīm)                                 |
| 41      | HaPoʿel haZaʿir (der Junge Arbeiter)                                                    |
| 16      | Hitʾachdut haʾIkkarim (הִתְאַחְדוּת הָאִכָּרִים ‚Vereinigung der Bauern‘)                         |
| 13      | Partei der Fortschrittlichen (מִפְלֶגֶת הַמִּתְקַדְּמִים Mifleget ha-Mitqaddəmīm)                   |
| 12      | Tejmanīm (Jemeniten [Liste])                                                            |
| 9       | HaMiSRaCh"I                                                                             |
| 7       | Gruppe ohne Namen (קְבוּצָה בְּלִי שֵׁם Qvūzah blī Schem)                                       |
| 6       | Zentrum der Handwerker (מֶרְכַּז בַּעֲלֵי מְלָאכָה Merkas Baʿalej Məlāchah)                        |
| 5       | Frauenverband (אֲגֻדַּת נָשִׁים Aguddat Naschīm)                                               |
| 5       | Landsmannschaft der Bucharer (עֲדַת הַבּוּכָרִים ʿAdat ha-Būcharīm)                            |
| 5       | Organisation der Angestellten (הִסְתַּדְּרוּת הַפְּקִידִים Histadrūt ha-Pəqīdīm)                    |
| 4       | Organisation Junger Israels (הִסְתַּדְּרוּת צְעִירֵי יִשְׂרָאֵל Histadrūt Zəʿīrej Jisraʾel)            |
| 3       | Organisation des Bürgers (הִסְתַּדְּרוּת הָאֶזְרָח Histadrūt ha-ʾEsrach)                           |
| 2       | Organisation Junger haMiSRaCh"I (הִסְתַּדְּרוּת המזרח"י הַצָּעִיר Histadrūt ha-MiSRaCH"I ha-Zaʿīr) |
| 1       | Landsmannschaft der Grusinier (עֲדַת הַגְּרוּזִים ʿAdat ha-Grūsīm)                             |
| 1       | Histradrut haMakkabi (הִסְתַּדְּרוּת הַמַּכַּבִּי ‚Organisation haMakkabis‘)                          |

### 2. Versammlung gewählt am 6. Dezember 1925
33.845 von 64.764 Stimmberechtigten (Wahlrecht erwuchs damals noch nicht durch Religionszugehörigkeit, sondern durch Beitritt zum Jischuv bei Bestehen ersterer) wählten 221 Mitglieder (Wahlbeteiligung 56,7 %).
| Mandate | Partei                                                                                       |
| ------- | -------------------------------------------------------------------------------------------- |
| 54      | Achdut haʿAvodah (אַחְדוּת הָעֲבוֹדָה ‚Einigung der Arbeit‘)                                        |
| 30      | HaPoʿel haZaʿir                                                                              |
| 19      | Sfaradim weʿAdot Misrach                                                                     |
| 15      | Revisionisten                                                                                |
| 13      | Vereinigung Hebräischer Frauen (הִתְאַחְדוּת נָשִׁים עִבְרִיּוֹת Hitʾachdūt Naschīm ʿIvrijjōt)            |
| 9       | Landwirtschaftliche Block, der (הַגּוּשׁ הַחַקְלָאִי Ha-Gūsch ha-Chaqlaʾī)                            |
| 9       | Demokratische Vereinigung, die (הַהִתְאַחְדוּת הַדֵּמוֹקְרָטִים Ha-Hitʾachdūt ha-Demōqraṭīt)              |
| 7       | HaMiSRaCh"I                                                                                  |
| 6       | Liste des Zentrums (רְשִׁימַת הַמֶּרְכָּז Rəschīmat ha-Merkas)                                         |
| 6       | Nationale Bürger (אֶזְרָחִים לְאֻמִּיִּים Esrachīm Ləʾummijjīm)                                        |
| 6       | Stand der Arbeiter (מַעֲמַד הַפּוֹעֲלִים Maʿamad ha-Pōʿalīm)                                         |
| 6       | HaPoʿel haMiSRaCh"I                                                                          |
| 4       | Vereinigter Arbeiter haMiSRaCh"Is (הַפּוֹעֵל הַמזרח"י הַמְּאֻחָד Ha-Pōʿel ha-MiSRaCh"I ha-Meʾuchad)    |
| 4       | Liste der ʿOlim Polens (רְשִׁימַת עוֹלֵי פּוֹלִין Rəschīmat ʿŌlej Pōlīn)                              |
| 2       | Liste der Kibbutzim des Tales [Jesreʿel] (רְשִׁימַת קִבּוּצֵי הָעֵמֶק Rəschīmat Qibbūzej ha-ʿEmeq)      |
| 2       | Städtische Liste Safed (רְשִׁימָה עִירוֹנִית צְפַת Rəschīmah ʿĪrōnīt Zfat)                            |
| 1       | Liste des Landwirtschaftlichen Zentrums (רְשִׁימַת הַמֶּרְכָּז הַחַקְלָאִי Rəschīmat ha-Merkas ha-Chaqlaʾī) |
| 1       | Vereinigung der Bauern Galiläas (הִתְאַחְדוּת אִכָּרֵי הַגָּלִיל Hitʾachdūt Ikkarej haGalīl)              |
| 1       | Vereinigung Orientalischer Bauern (הִתְאַחְדוּת אִכָּרִים מִזְרָחִיִּים Hitʾachdut Ikkarīm Misrachijjīm)    |
| 1       | Liste der Grusinier (רְשִׁימַת הַגְּרוּזִים Rəschīmat ha-Grūsīm)                                      |
| 1       | Hebräische Volkstümliche Frauen (נָשִׁים עִבְרִיּוֹת עַמְמִיּוֹת Naschīm ʿIvrijjōt ʿAməmijjōt)            |
| 1       | Liste Givʿat haRaMBa"M (רְשִׁימַת גִּבְעַת הַרַמְבָּ"ם Rəschīmat Givʿat ha-RaMBa"M)                       |
| 1       | Liste Junger haMiSRaCh"I (רְשִׁימַת המזרח"י הַצָּעִיר Rəschīmat ha-MiSRaCH"I ha-Zaʿīr)               |
| 1       | Zentrum der Handwerker (מֶרְכַּז בַּעֲלֵי מְלָאכָה Merkas Baʿalej Məlāchah)                             |
| 1       | Liste der Bewohner Bnei Braqs (רְשִׁימַת תּוֹשְׁבֵי בְּנֵי בְּרַק Rəschīmat Tōschvej Bnej Braq)             |

### 3. Versammlung gewählt am 5. Januar 1931

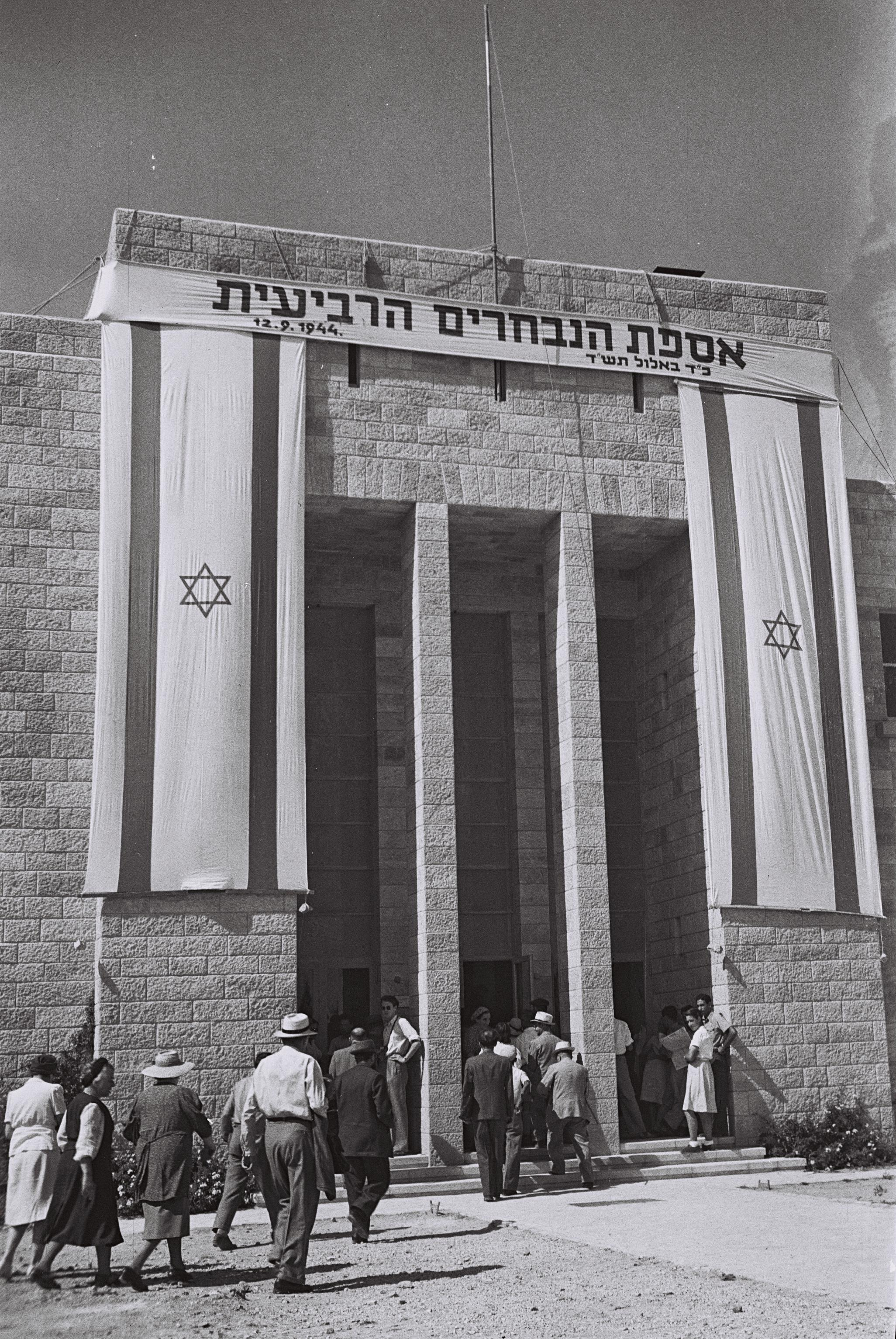
Jerusalem: Repräsentanten streben zur Versammlung in den Rosenbloom-Bau, 12. September 1944

Die Wahlen zur dritten Repräsentantenversammlung sollten 1930 stattfinden, wurden jedoch auf Grund arabischer Buraq-Unruhen auf den 5. Januar 1931 verschoben. 50.436 von 89.656 Stimmberechtigten (Wahlrecht gemäß den Jewish Community Rules, s. o.) wählten 71 Mitglieder. Die Zahl der Mandate hatte die vorige Repräsentantenversammlung nach Vorbild des Sanhedrins aus der Zeit des Zweiten Tempels festgelegt. Die Wahlbeteiligung betrug 56,3 %.
| Mandate | Partei |
| ------- | --- |
| 27      | MaPA"I (מפא"י) |
| 11      | Revisionisten |
| 6       | Sfaradim weʿAdot Misrach |
| 5       | HaMiSRaCh"I-HaPoʿel haMiSRaCh"I                                                                                                  |
| 5       | Unterstützer Jabotinskys aus Landsmannschaften des Orients (תּוֹמְכֵי זַ'בּוֹטִינְסְקי מֵעֲדוֹת הַמִּזְרָח Tōmchej Ʒabōṭīnsqī me-ʿAdōt ha-Misrach) |
| 4       | Allgemeine Zionisten |
| 4       | Werktätigen in der Sphardischen Landsmannschaft, die (הָעוֹבְדִים בָּעֵדָה הַסְּפָרַדִּית Ha-ʿŌvdīm ba-ʿEdah ha-Sfaradīt)                       |
| 3       | Vereinigung Hebräischer Frauen (הִתְאַחְדוּת נָשִׁים עִבְרִיּוֹת Hitʾachdūt Naschīm ʿIvrijjōt)                                                |
| 3       | Liste der Jemenitischen Landsmannschaft (רְשִׁימַת הָעֵדָה הַתֵּיְמָנִית Rəschīmat ha-ʿEdah ha-Tejmanīt)                                      |
| 1       | Arbeiter Links-Zions (פּוֹעֳלֵי צִיּוֹן שְׂמֹאל ‚Pōʿalej Zijjōn Smål‘)                                                                     |
| 1       | Borochov-Liste der Arbeiter (רְשִׁימַת הַפּוֹעֲלִים עַל שֵׁם בּוֹרוֹכוֹב Rəschīmat ha-Pōʿalīm ʿal Schem Bōrōchōv)                                |
| 1       | HaSchomer haZaʿir |

### 4. Versammlung 1. August 1944 – 13. Februar 1949
Die Wahlen zur vierten Repräsentantenversammlung sollten 1936 stattfinden, doch der Arabischer Aufstand in Palästina 1936–1939 und der Ausbruch des Zweiten Weltkriegs erzwangen, sie zweimal zu verschieben. 202.448 von über 300.000 Stimmberechtigten (Wahlrecht gemäß den Jewish Community Rules, s. o.) wählten 171 Mitglieder. Die vorige Repräsentantenversammlung hatte die Zahl der Mandate wegen der steigenden Zahl Wahlberechtigter erhöht.
| Mandate | Partei |
| ------- | --- |
| 63      | MaPA"I (מפא"י) |
| 21      | Front der Linken (חֲזִית הַשְּׂמֹאל Chasīt ha-Smål) |
| 18      | ʿAlijjah Chadaschah (עֲלִיָּה חֲדָשָׁה ‚Neue ʿAlijjah‘; Partei deutscher ʿOlim) |
| 17      | HaPoʿel haMiSRaCh"I |
| 16      | HaTnuʿa leʾAchdut haʿAvodah (הַתְּנוּעָה לְאַחְדוּת הָעֲבוֹדָה ‚die Bewegung für die Einigung der Arbeit‘)                                                                                            |
| 8       | HaMiSRaCh"I |
| 5       | Histradrut haMakkabi (הִסְתַּדְּרוּת הַמַּכַּבִּי ‚Organisation haMakkabis‘) |
| 4       | Demokratische Zentrum, das (הַמֶּרְכָּז הַדֵּמוֹקְרָטִי Ha-Merkas ha-Demōqraṭī) |
| 4       | Liste WIZO und Organisation Hebräischer Frauen für Rechtegleichstellung (הִסְתַּדְּרוּת נָשִׁים עִבְרִיּוֹת לְשִׁוּוּי זְכוּיּוֹת בְּאֶרֶץ יִשְׂרָאֵל Histadrūt Naschīm ʿIvrijjōt lə-Schiwwūj Schūjōt bə-ʾEretz Jisraʾel) |
| 4       | HaʿOved haZioni (הָעוֹבֵד הַצִּיּוֹנִי ‚der Zionistische Werktätige‘) |
| 4       | Unabhängige Jemeniten-Vereinigung (הִתְאַחְדוּת תֵּיְמָנִים עַצְמָאִית Hitʾachdūt Tejmanīm ʿAzmaʾīt)                                                                                                   |
| 3       | Demokratische Volksliste (רְשִׁימָה דֵּמוֹקְרָטִית עַמְמִית Rəschīmah Demōqraṭīt ʿAməmīt) |
| 3       | Überparteiliche Religiöse Einheit, die (הָאִחוּד הָדָּתִי הַבִּלְתִּי-מִפְלָגְתִי Ha-Ichūd ha-Datī ha-Biltī-Miflagtī)                                                                                      |
| 2       | Hebräische Kaufmann, der (הַסּוֹחֵר הָעִבְרִי Ha-Sōcher ha-ʿIvrī) |
| 2       | Hitʾachdūt ha-Tejmanīm (Vereinigung der Jemeniten) |
| 1       | Frauen von Torah und [religiösem] Dienst (נְשֵׁי תּוֹרָה וָעֲבוֹדָה Nschej Tōrah wa-ʿAvōdah) |
| 1       | Frauen des MiSRaCh"I und Überparteiliche (נְשֵׁי מזרח"י וּבִלְתִּי מִפְלָגְתִי Nschej MiSRaCh"I uviltī Miflagtī)                                                                                      |
| 1       | Volksbewegung für einen Hebräischen Staat (תְּנוּעַת הָעָם לִמְדִינָה עִבְרִית Tnūʿat haʿAm li-Mdīnah ʿIvrīt)                                                                                         |

## Präsidenten der Versammlung
- 1920–1929 David Jellin, Rücktritt wegen des Massakers an Juden in Hebron
- 1929–1931 Pinchas Ruthenberg
- 1931–1939 ??
- 1939–1940 Pinchas Ruthenberg
- 1940–1944 keine Tagung
- 1944–1949 Jizchaq Ben Zvi